# Stillman Drake
Stillman Drake (24 de dezembro de 1910 – 6 de outubro de 1993) foi um historiador da ciência canadense, mais conhecido por seu trabalho sobre Galileu Galilei (1564–1642). Drake publicou mais 131 livros, artigos e capítulos de livros sobre Galileu.

## Biografia
Drake recebeu sua primeira nomeação acadêmica em 1967 como professor titular da Universidade de Toronto, depois de uma carreira como consultor financeiro. Durante este tempo começou seus estudos das obras de Galileu e traduziu o Diálogo sobre os Dois Principais Sistemas do Mundo (1953), partes de quatro das obras de Galileu em Discoveries and Opinions of Galileo (1957), e Il Saggiatore em The Controversy of Comets (1960), em co-autoria com C.D. O'Malley.
Possivelmente sua contribuição mais significativa para a história da ciência foi a defesa dos experimentos de Galileu, conforme documentado em sua publicação Duas Novas Ciências e em suas notas manuscritas. Drake mostrou como a interação complexa de medição experimental e análise matemática levou Galileu à sua lei das quedas de corpos. Isso refutou a afirmação de Alexandre Koyré de que o experimento não teve um papel significativo no pensamento de Galileu.
Recebeu a Medalha George Sarton de 1988. Passou toda sua carreira acadêmica, iniciada em 1967, no Institute for the History and Philosophy of Science and Technology da Universidade de Toronto.

## Publicações selecionadas
- (1949) Book of Anglo-Saxon Verse.
- (1953) Dialogue Concerning the Two Chief World Systems. Berkeley: University of California Press.
- (1957) Discoveries and Opinions of Galileo. New York: Doubleday & Company. ISBN 0-385-09239-3
- (1973) "Galileo's Discovery of the Law of Free Fall," Scientific American 228(5): 84-92.
- (1974) Two New Sciences, University of Wisconsin Press, 1974. ISBN 0-299-06404-2. A new translation including sections on centers of gravity and the force of percussion.
- (1978) Galileo At Work. Chicago: University of Chicago Press. ISBN 0-226-16226-5
- (1990) Galileo: Pioneer Scientist. Toronto: University of Toronto Press. ISBN 0-8020-2725-3. ISBN 978-0-8020-2725-2.